# Parafia św. Stanisława w Chlewiskach
Parafia św. Stanisława Biskupa Męczennika w Chlewiskach – jedna z 12 parafii dekanatu szydłowieckiego diecezji radomskiej.

## Historia
Potwierdzone jest istnienie kościoła i parafii w Chlewiskach pomiędzy rokiem 1253 a 1326. Pierwszy murowany kościół został tu zbudowany w stylu romańskim około połowy XIII wieku. Zachowała się z niego m.in. ściana północna prezbiterium i częściowo nawy z romańskim ościeżem okiennym zamkniętym ceramiczną archiwoltą, fragmentaryczne odcinki ścian południowych, czterolistny otwór okienny oraz zasłonięty przez dach zakrystii ceglany motyw trójlistnych arkadek. W drugiej połowie XV w. wzmiankowano istnienie świątyni murowanej z kamienia (lapide muratam) pw. św. Stanisława. Kolejny kościół pod tym samym wezwaniem został zbudowany w latach 1511–1512 w stylu gotyckim z wykorzystaniem murów poprzedniego kościoła romańskiego. Przebudowano go w roku 1611 z inicjatywy Wawrzyńca Chlewickiego i w połowie XVII w. Świątynię tę konsekrował 17 listopada 1671 bp Mikołaj Oborski, sufragan krakowski. Z inicjatywy bp. Kajetana Sołtyka w latach 1776–1777 kościół był przebudowywany i powtórnie konsekrowany 7 września 1777 przez bp. Franciszka Potkańskiego, sufragana krakowskiego. Obecny kościół – z wykorzystaniem pozostałości poprzednich – zbudowano w latach 1923–1924 staraniem ks. Stanisława Koprowskiego według projektu arch. Oskara Sosnowskiego. Konsekracji tegoż kościoła dokonał 27 września 1925 bp Paweł Kubicki.
Kościół jest orientowany, późnogotycki, murowany z kamienia i cegły. W części starszej jest jednonawowy, a w części rozbudowanej w latach 1923–1924 – w stylu bazyliki trójnawowej. W prezbiterium i kaplicy północnej posiada sklepienia gwiaździste z początku XVI w., a w kaplicy południowej ma sklepienia kolebkowo-krzyżowe. Portal do starej zakrystii jest kamienny, późnogotycki. Drzwi żelazne z okuciami i starym zamkiem pochodzą z XVI w. W latach osiemdziesiątych XX w. kościół poddano restauracji staraniem ks. Henryka Michałka.

## Terytorium
Do parafii należą miejscowości: Broniów, Chlewiska, Cukrówka, Koszorów, Stanisławów, Wola Zagrodnia, Zaława.

## Odpusty
- św. Stanisława – 8 maja
- św. Józefa Oblubieńca – 19 marca
- św. Anny – 26 lipca
- św. Barbary – 4 grudnia

## Proboszczowie
- ok. 1666: ks. Wojciech Chomey
- 1668–1669: ks. Wawrzyniec Szotowicz Waruski
- 1669–1692: ks. Marcin Kędzierski
- 1692–?: ks. Michał Bruliński
- 1704: ks. Tomasz Gielowski
- 1726: ks. Olszewski
- 1736: ks. Andrzej Podsiadłowski
- ?–1795: ks. kan. Zygmunt Brzozowski
- 1795–1808: ks. Stefan Szydłowski
- 1808–1809: ks. Szymon Charaziński
- 1809–1814: ks. Stanisław Przanowski OFM
- 1814–1830: ks. Wojciech Mozdzyński
- 1830–1864: ks. kan. Józef Frydrych
- 1864–1877: ks. Michał Tarchalski* [1]
- 1877–1900: ks. kan. Hieronim Latalski
- 1900–1901: ks. Julian Piontek
- 1901–1907: ks. Stanisław Pietrusiński
- 1907–1913: ks. Ludwik Woźniakowski
- 1913–1916: ks. Wincenty Krawczyński
- 1916–1927: ks. Stanisław Koprowski
- 1927–1932: ks. Marian Glibowski
- 1932–1934: ks. Józef Mączyński
- 1934–1937: ks. Jacek Dąbrowski
- 1937–1947: ks. Roman Ścisłowski* [1]
- 1947–1950: ks. Jan Wilkowski
- 1950–1951: ks. Seweryn Kiersztajn
- 1951–1959: ks. Jan Budzyński
- 1959–1961: ks. Jan Kubkowski
- 1961–1967: ks. Marian Nowakowski
- 1967–1975: ks. Piotr Chołoński
- 1975–1979: ks. Bronisław Sajdak
- 1979–1991: ks. Henryk Michałek
- 1991–2016: ks. kan. Eugeniusz Wrzeszcz
- od 2016: ks. Roman Kuna